# Río Cabra (Portugal)
El río Cabra es un curso de agua del distrito de Coímbra, en Portugal. Tiene unos 11 km de longitud y en su primer tramo recibe el nombre de Ribeira de Azenha. Nace en la sierra de Lousã a unos 850 m de altura, cerca del paraje del Parque de Merendas das Mestrinhas en el municipio de Miranda do Corvo y desemboca en el río Dueça, afluente del río Mondego, cerca de la localidad de Casais do Cabra en el municipio de Penela. 
En su curso podemos destacar algunos parajes como la Praia Fluvial de Louçainha o la Cascata da Pedra da Ferida. Pasa, entre otras, por las localidades de Carvalhal da Serra y Espinhal. A la altura de Casais do Cabra la autovía A-13 salva mediante un puente el valle del río Cabra.
- Datos: Q124173799